# Hemichromis elongatus
Hemichromis elongatus ist eine afrikanische Buntbarschart, die in Niederguinea vom Ntem im südlichen Kamerun über den Ogooué und den Nyanga in Gabun bis zum Kouilou in der Republik Kongo, sowie im Dja einem Nebenfluss des mittleren Kongos vorkommt.

## Merkmale
Die Art erreicht eine Maximallänge von 25 cm und hat einen als ausgewachsenes Tier recht hochrückigen Körper, dessen Höhe bei 31,3 bis 39,4 % der Standardlänge liegt. Weibchen bleiben in der Regel kleiner als die Männchen. Der Kopf ist groß; seine Länge liegt bei 35,5 bis 39,0 % der Standardlänge. Das Maul ist relativ groß, das Kopfprofil ist auf Höhe der Augen eingebuchtet. Der Oberkiefer ist vorstreckbar (protraktil) und mit zwei Zahnreihen besetzt. In der äußeren Reihe befinden sich nah der Symphyse einige größere Fangzähne. Die innere Zahnreihe ist von der äußeren durch eine große Lücke getrennt. Ihre Zähne sind einspitzig und dünn. An der Kehle sind die Schuppen kleiner als am Rumpf.
- Flossenformel: Dorsale XIII–XV/11–12; Anale III/8–10.
- Schuppenformel: 26–29.
- Kiemenreusenstrahlen: 10–13.

Die Grundfarbe des Fisches ist oliv, gelb oder goldbraun, wobei der Rücken etwas dunkler ist als Bauch und Kehle. Fünf, selten auch sechs auffällige schwarze Flecken oder senkrechte Streifen und mehrere schmale rote Linien markieren die Körperseiten zwischen Kiemendeckel und Schwanzstiel. Die Brustflossen sind transparent, die anderen Flossen sind gelblich oder dunkelgrau. Die Rückenflosse und der obere Teil der Schwanzflosse zeigen oft einen roten Rand und darüber noch eine sehr schmale weiße Begrenzung. Auch ein schmales dunkles Stirnband ist oft zu sehen. Jungfische sind gelb oder hellbraun und zeigen an den Körperseiten ein deutlich hervortretendes schwarzes Längsband. Bei dominanten Exemplaren werden die Farben intensiver und die Bauchseite und die vordere Rumpfregion können kräftig blutrot werden. Die Rückenregion wird dann dunkler, Kehle und Bauchmitte können schwärzlich werden. Auch die Flossen werden dunkel.
Hemichromis elongatus und der nah verwandte und sehr ähnliche Fünfflecken-Buntbarsch (Hemichromis fasciatus) können anhand der Anzahl der Zähne auf der unteren Pharyngealia bzw. anhand der Färbung unterschieden werden. Am Rand der unteren Pharyngealia hat H. fasciatus 16 bis 24 Zähne, H. elongatus 19 bis 26. H. elongatus fehlen die kleinen schwarzen Punkte zwischen den ersten drei dunklen Streifen auf den Körperseiten adulter Exemplare des Fünfflecken-Buntbarsches. Von Hemichromis camerounensis, einer 2021 neu beschriebenen Art, deren Verbreitungsgebiet sich nördlich anschließt, unterscheidet sich H. elongatus durch kleine rote und gelbe Punkte oberhalb des dunklen Flecks auf dem Kiemendeckel. Bei H. camerounensis wird dieser dunkle Fleck an zwei Seiten von je einem roten Flecken flankiert.

## Lebensweise
Hemichromis elongatus kommt sowohl in Bächen, Flüssen und Seen vor, die in Savannen liegen bzw. diese durchqueren, als auch in Regenwaldgewässern. Teilweise soll die Art in den gleichen Gewässern leben wie der Fünfflecken-Buntbarsch. In diesen Fällen bevorzugt H. elongatus kleine Nebenflüsse oder hält sich mehr an den Ufern auf, während der Fünfflecken-Buntbarsch in großen Hauptflüssen lebt bzw. die Gewässermitte bevorzugt. Hemichromis elongatus ernährt sich von Krebstieren, Insektenlarven und kleineren Fischen und jagt auch junge Cichliden. Die Art ist territorial und besetzt sehr große Reviere, die z. B. bei einem 5 Meter breiten Fluss sich über eine Länge von 20 Metern erstrecken können. Die Gelege sind groß und können bis zu 1000 Eier umfassen. Beide Eltern beteiligen sich an der Brutpflege und die Jungfische werden lange betreut, teilweise bis sie eine Länge von 3 cm erreicht haben. Nachdem die Eltern die Betreuung aufgegeben haben, leben die Jungfische bis zu einer Größe von 7 oder 8 cm in kleinen Gruppen zusammen. Danach werden sie revierbildend und unverträglich gegenüber Artgenossen. Die Geschlechtsreife tritt mit einer Länge von 10 bis 11,5 cm ein.

## Systematik
Die Buntbarschart wurde 1861 durch den französischen Zoologen Alphonse Guichenot unter der Bezeichnung Chromichthys elongatus erstmals wissenschaftlich beschrieben. Die Artbezeichnung elongatus verweist auf den bei Jungfischen sehr gestreckten Körper. Die Terra typica liegt in Gabun. Heute gehört die Art zu Hemichromis. Dem Ichthyologen Paul V. Loiselle zufolge könnte es sich bei den gegenwärtig unter der Bezeichnung Hemichromis elongatus geführten Hemichromis-Formen aus dem Kongogebiet und dem Einzugsgebiet des oberen Sambesi um eine eigenständige Art handeln.